# 火焰山来的鼓手
《火焰山来的鼓手》是中国儿童电影制片厂在20世纪90年代初拍摄的彩色遮幅电影，导演为广春兰，编剧由广春兰、马焰担任。是一部讲述手鼓手库来西的成长故事的儿童歌舞片，片中主要演员多为维吾尔族儿童，主演分别是库尔班江、阿依努拉、哈那克孜。《火焰山来的鼓手》是1991年广播电影电视部优秀影片奖优秀儿童影片，也是1992年柏林国际电影节儿童评审团奖获奖作品。

## 剧情
火焰山村本是个平静安宁的古村，一日，从乌鲁木齐市来的“小月亮”艺术团打破了宁静的生活，村民们被小朋友们的表演所吸引。生活在火焰山村的小鼓手库来西（库尔班江 饰）陶醉在艺术团小演员西林娜依（阿依努拉 饰）的《手鼓之歌》中，这库来西想起了已经逝世的母亲。第二天“小月亮”艺术团前往拜访村中的民间艺人——库来西的外公。西林娜依被住在外公家的库来西精湛手鼓技艺所震撼，艺术团的老师也萌生了将库来西带回乌鲁木齐培养的念头。库来西决定告别外公外婆前往乌鲁木齐，艺术团的学习很顺利。
库来西去找生活在乌鲁木齐的父亲时，发现父亲已经和西林娜依的母亲结婚，西林娜依成了自己的妹妹。库来西住在了新家里，但总显得格格不入，继母的态度让库来西并不开心。直至继母因将自己带到城市的鸽子送人等事情之后，库来西留下一封信，离开了乌鲁木齐。回火焰山村的路上，他遇到了自己的玩伴拉拉古丽（哈那克孜 饰），拉拉古丽对艺术的热情打动了库来西，他又回到了艺术团。最终，库来西和艺术团的同学们在艺术选拔赛中获胜。西林娜依的母亲最终也将鸽子还给了库来西。

## 制作拍摄

### 剧本制作
导演广春兰在新疆拍摄电影的过程中，萌生了给新疆儿童拍儿童片的想法。不过直至1990年初夏中国儿童电影制片厂找到广春兰之时，才让广春兰有了拍摄新疆少年儿童题材的故事片的机会。在和制片厂多次探讨后，确定了电影要以歌舞为主，表现新疆少年儿童们的文化生活、精神面貌、理想追求。
《火焰山来的鼓手》的原型故事来自于广春兰的维吾尔族朋友：她与前夫离婚时，小女儿跟了自己。但在遇到了新的爱人后，始终不敢成婚。因为男方也有一个女儿，两人害怕处理不了孩子之间的关系。然而两个孩子在学校成为了最好的朋友，在互相邀请对方家长到家里做客时，僵局被孩子自己打破了。广春兰和编剧马焰在对这个故事加工、编写后创作了电影剧本。导演广春兰和编剧马焰在剧本中将矛盾集中到农村与城市、孩子与继母之间的关系、艺术团孩子们之间的关系等。电影文学剧本在制片厂里获得了通过，但广春兰依然在对电影分镜头脚本进行打磨，比如原本唱歌跳舞样样精通的男主角库来西改成一个手鼓手等。另外，电影最初名为《飞翔吧，小白鸽》，后更名为《火焰山来的鼓手》。

### 电影选角
电影《火焰山来的鼓手》拍摄前决定用汉语对白拍摄，所物色的演员大多能够流利的使用汉语交流。所以早早将擅长汉语的阿依努拉确定为女主角。男主角库来西的扮演者之确定却颇费功夫，库尔班江表演的手鼓曾拿过国家级一等奖，但除了手鼓，库尔班江无论是舞蹈还是表演都不会，也不精通汉语，长相也比其他小演员略逊一筹。但他表演手鼓时的状态颇受导演广春兰赏识。最终制片厂厂长陈锦俶被库尔班江的鼓声打动，让他扮演主角库来西。为了解决语言问题，主创团队决定拍摄时让女主角讲汉语，男主角将维吾尔语，然后通过后期配对白。这个决定让本不会维吾尔语的副导演背下了库来西所有的台词，在后期配音时，也能知道库来西在说哪一句台词。库来西最终也为电影献上数十段手鼓演奏的音乐。电影中另一角色拉拉古丽则由哈那克孜扮演，当时年仅9岁的哈那克孜已初有名气，曾在国家级的少儿独舞比赛中获得一等奖。

### 取景之地
电影《火焰山来的鼓手》中库来西家乡火焰山村的取景地为“中国历史文化名村”，被誉为“维吾尔族人类学的博物馆”的吐鲁番地区（現吐鲁番市）鄯善县吐峪沟乡麻扎阿勒迪村，麻扎阿勒迪村位于火焰山脚下贯穿火焰山南北的峡谷内。村落依附于地理形势，当地环境以沙石和黄土为主。当地居民彼时以种植葡萄为主，所以电影中库来西上学前都需要帮助外公将地里新鲜的葡萄，运回家中挂在晾房中风干。麻扎阿勒迪村的房屋是吐鲁番维吾尔传统民居常见建筑样式：以生土民居为主，基本为土木结构组成，以夯土墙和土坯砌筑为主。老房子有地下室，多为单层或双层拱式平顶。包括库来西外公家的房子依山就势，围绕着清真寺爬坡而建。库来西外公家建筑装饰构件简单，和大多数麻扎阿勒迪村建筑类似，没有复杂的细节。
除了麻扎阿勒迪村，电影还在天山天池、独山子炼油厂、鄯善沙漠（库姆塔格沙漠）取景。

## 获奖
《火焰山来的鼓手》获得1991年广播电影电视部优秀影片奖之优秀儿童影片。在1992年第42届柏林国际电影节中，《火焰山来的鼓手》获得儿童评审团奖。